# کوری بروکن
کوری بروکن (به انگلیسی: Corry Brokken) (زاده ۳ دسامبر ۱۹۳۲-درگذشته ۳۱ می ۲۰۱۶) خوانندهٔ هلندی بود.
او در سال ۱۹۵۷ در مسابقه یوروویژن شرکت کرد و برنده شد.